# Araucária
Araucária – miasto w Brazylii, w stanie Parana.
Na początku XX wieku z miastem związany był Polak Walerian Czykiel. W 1984 zmarł tam polski duchowny Ignacy Krauze.

## Miasta partnerskie
- Wrocław